# Lappklotspindel
Lappklotspindel (Theridion ohlerti) är en spindelart som beskrevs av Tord Tamerlan Teodor Thorell 1870. I den svenska databasen Dyntaxa används istället namnet Ohlertidion ohlerti. Enligt Catalogue of Life ingår lappklotspindel i släktet Theridion och familjen klotspindlar, men enligt Dyntaxa är tillhörigheten istället släktet Ohlertidion och familjen klotspindlar. Arten är reproducerande i Sverige. Utöver nominatformen finns också underarten T. o. lundbecki.